# Hòa Thuận Tây
Hoà Thuận Tây là một phường thuộc quận Hải Châu, thành phố Đà Nẵng, Việt Nam.
Phường Hòa Thuận Tây có diện tích 8,33 km², dân số năm 2005 là 12.652 người, mật độ dân số đạt 1.519 người/km².

## Lịch sử
Phường Hòa Thuận Tây được thành lập năm 2005 trên cơ sở một phần diện tích và dân số của phường Hòa Thuận.

## Đường hàng không
Sân bay Đà Nẵng chiếm phần lớn diện tích của phường.